# Hubošovce
Hubošovce este o comună slovacă, aflată în districtul Sabinov din regiunea Prešov. Localitatea se află la altitudinea de 355 m deasupra n.m., se întinde pe o suprafață de 5,82 km2 și în 2017 număra 514 locuitori.

## Istoric
Localitatea Hubošovce este atestată documentar din 1435.

## Demografie
| An:                | 1994 | 2004   | 2014    | 2024   |
| ------------------ | ---- | ------ | ------- | ------ |
| Număr de persoane: | 409  | 421    | 512     | 535    |
| Diferență:         |      | +2,93% | +21,61% | +4,49% |

| An:                | 2023 | 2024   |
| ------------------ | ---- | ------ |
| Număr de persoane: | 523  | 535    |
| Diferență:         |      | +2,29% |